# Hans Teuscher
Hans Teuscher (Dresda, 10 aprile 1937 – Berlino, 31 ottobre 2015) è stato un attore, doppiatore e conduttore radiofonico tedesco.

## Biografia
Hans Tauscher è nato in una famiglia di attori: i suoi genitori, uno zio e un prozio recitavano. Ha completato la sua formazione presso Theaterhochschule Leipzig di Lipsia.
Oltre a attore televisivo, teatrale e cinematografico è stato anche un doppiatore. Tra gli attori a cui ha prestato la voce: Brian Glover, Malcolm McDowell, Bernard Hill e Kirk Douglas. Nel mondo dell'animazione è ricordato per aver doppiato il personaggio dell'Olandese Volante in SpongeBob. Dopo la sua morte in tale ruolo è stato sostituito da Axel Lutter.
È deceduto il 31 ottobre 2015, all'età di 78 anni,il suo corpo è seppellito al Cimitero di Dorotheenstadt.

## Filmografia

### Cinema
- Verwirrung der Liebe - regia di Slátan Dudow (1959)
- Professor Mamlock - regia di Konrad Wolf (1961)
- Beethoven – Tage aus einem Leben - regia di Horst Seemann (1976)
- Der Bärenhäuter - regia di Walter Beck (1984)
- Dinosaurier – Gegen uns seht ihr alt aus! - regia di Leander Haußmann (2009)

### Televisione
- Jeder stirbt für sich allein - miniserie TV (1970)
- Scharnhorst - serie TV (1974)
- Das Puppenheim in Pinnow - film TV - regia di Christian Steinke (1984)
- Ende der Unschuld - film TV - regia di Frank Beyer (1991)
- Der Nelkenkönig - serie TV (1993-1994)
- Sylter Geschichten - serie TV (1993-1995)
- Elbflorenz - serie TV (1996)
- Rosamunde Pilcher - serie TV (1997)
- Vom Küssen und vom Fliegen - film TV - regia di Hartmut Schoen (2000)
- Edel & Starck - serie TV (2002)
- 5 stelle (Fünf Sterne) - serie TV (2005-2008)
- In aller Freundschaft - serie TV (2008)
- Hamburg Distretto 21  (Notruf Hafenkante)  - serie TV (2015)